# Conte di Halifax
Conte di Halifax è un titolo che è stato creato quattro volte nella storia inglese, una nella Paria d'Inghilterra, due nella Parìa di Gran Bretagna e una nella Parìa del Regno Unito. Il nome del titolo fa riferimento alla città di Halifax, Yorkshire occidentale.

## Storia

### 1679: 1^ creazione

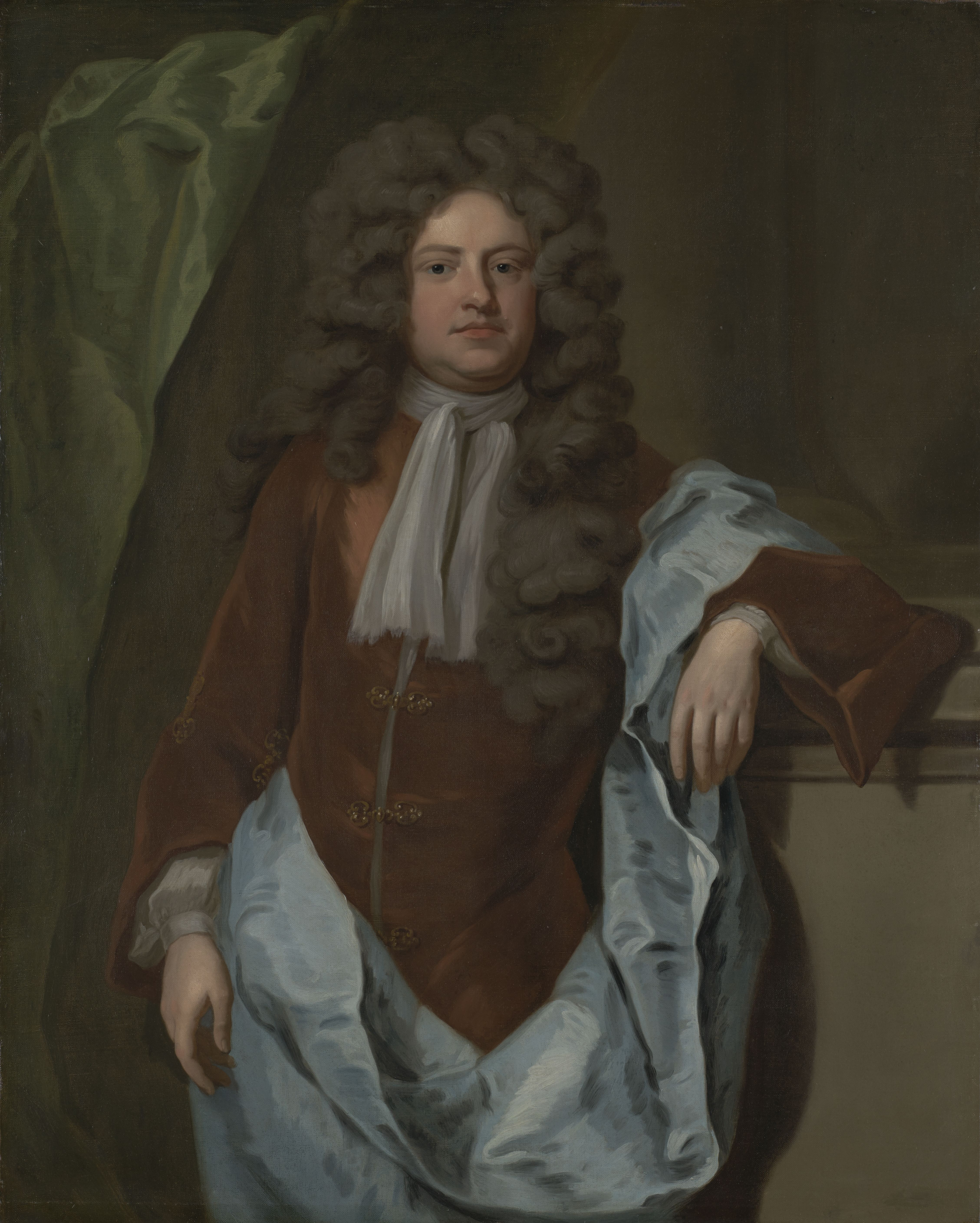
Charles Montagu,
I conte di Halifax

La prima creazione del titolo, nella parìa del Regno d'Inghilterra nel 1677, venne realizzata per William Savile, I visconte Halifax. Egli aveva già ottenuto il titolo di Barone Savile di Eland e Visconte Halifax nel 1668 e successivamente divenne Marchese di Halifax. Il titolo comitale si estinse alla morte di questi nel 1700

### 1714: 2^ creazione
Il titolo venne ricreato nella Parìa di Gran Bretagna nel 1714 per Charles Montagu, I barone Halifax, First Lord of the Treasury sotto il governo di Giorgio I di Gran Bretagna, assieme al titolo di cortesia di Visconte Sunbury. Nel 1700 egli era inoltre già stato creato Barone Halifax. Il titolo si estinse l'anno successivo alla sua creazione, nel 1715.

### 1715: 3^ creazione
Alla morte di Lord Halifax nel 1715 i titoli della sua casata si estinsero ma la baronìa passò per speciali accordi a suo nipote George Montagu. A meno di un mese dalla morte dello zio, entrambi i titoli vennero ricreati in suo favore, ottenendo quindi ulteriormente i titoli di Conte di Halifax e Visconte Sunbury. Egli venne succeduto da suo figlio George Montagu-Dunk, II conte di Halifax, che fu un importante uomo di stato. Ad ogni modo, alla morte di questi nel 1771 il titolo venne estinto nuovamente.

## 1944: 4^ creazione

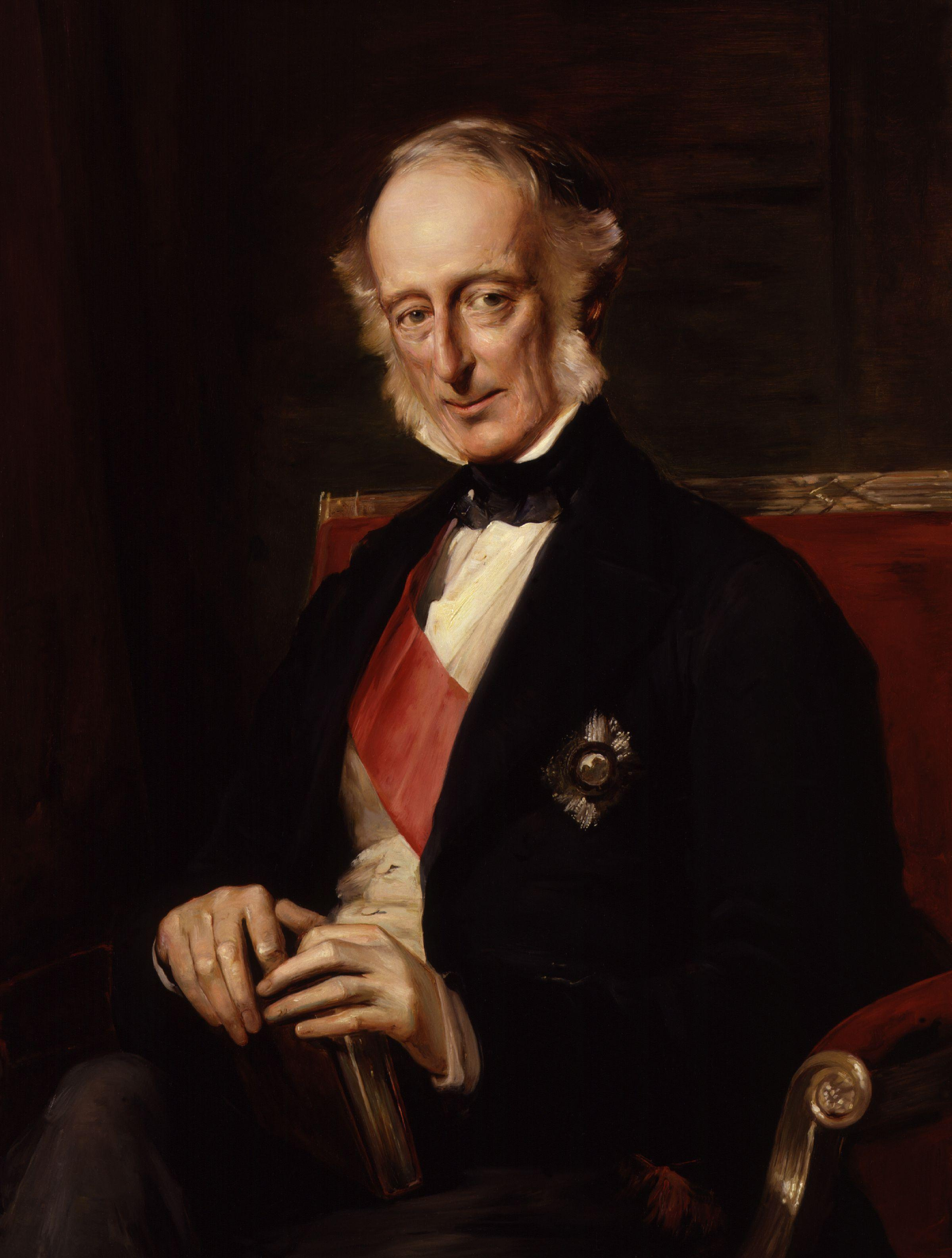
Charles Wood,
I visconte di Halifax

Il titolo venne ricreato una quarta volta nella parìa del Regno Unito nel 1944 per E. F. L. Wood, III visconte Halifax, già Segretario di Stato per il Ministero degli Esteri e Viceré d'India. La famiglia Wood discendeva da Francis Wood, di Barnsley. Il suo secondo figlio, Francis Wood, era stato creato Baronetto di Barnsley nella contea di York nel 1784, titolo che si trasmise ai suoi discendenti.
Il terzo baronetto venne nominato nel 1866 Visconte Halifax di Monk Bretton nel West Riding dopo essere stato Cancelliere dello Scacchiere dal 1846 al 1852. Suo nipote, il già menzionato III visconte, fu un politico di rilievo, il quale già dal 1925 ottenne il titolo di Barone Irwin di Kirby Underdale nella contea di York per avere un proprio titolo quando fu nominato Viceré di India (visto che il titolo di Visconte Halifax era fino al 1934 del padre Charles Wood, II visconte Halifax). Nel 1944 egli ottenne ulteriormente il titolo di Conte di Halifax.

## Conti di Halifax

### Conti di Halifax, I creazione (1679)
- George Savile, Barone Savile, Visconte Halifax (1633-1695) (creato Marchese di Halifax nel 1682)

### Conti di Halifax, II creazione (1714)
- Charles Montagu, I conte di Halifax (1661–1715)

### Conti di Halifax, III creazione (1715)
- George Montagu, I conte di Halifax (1685–1739)
- George Montagu-Dunk, II conte di Halifax (1716–1771)

### Conti di Halifax, IV creazione (1944)
- Edward Frederick Lindley Wood, I conte di Halifax (1881–1959)
- Charles Ingram Courtenay Wood, II conte di Halifax (1912–1980)
- Charles Edward Peter Neil Wood, III conte di Halifax (n. 1944)